# Alt Zauche-Wußwerk
Alt Zauche-Wußwerk là một đô thị thuộc huyện Dahme-Spreewald, bang Brandenburg, Đức. Đô thị Alt Zauche-Wußwerk có diện tích 33,02 km², dân số thời điểm 31 tháng 12 năm 2006 là 590 người.